# Србобран
Србобран — населённый пункт городского типа в Сербии. Находится в Южнобачском округе Воеводины. Ранее назывался Сентомаш. На венгерском языке название города Szenttamás, на немецком — Thomasberg. Город является важным транспортным узлом, через него пролегают магистрали М3 и М22. Большая часть Србобрана располагается на левом берегу Большого Бачского канала, меньшая часть — на его правом берегу.

## Демография и этнический состав
По перени населения 2022 года, в городе проживает 10 496 человек.
Согласно переписи населения 2002 года, в городе проживали 13 091 человек. Из них 7838 (59,87 %) сербы, 3715 (28,37 %) венгры, 396 (3,02 %) югославы, 245 (1,87 %) цыгане и т. д.

## Галерея

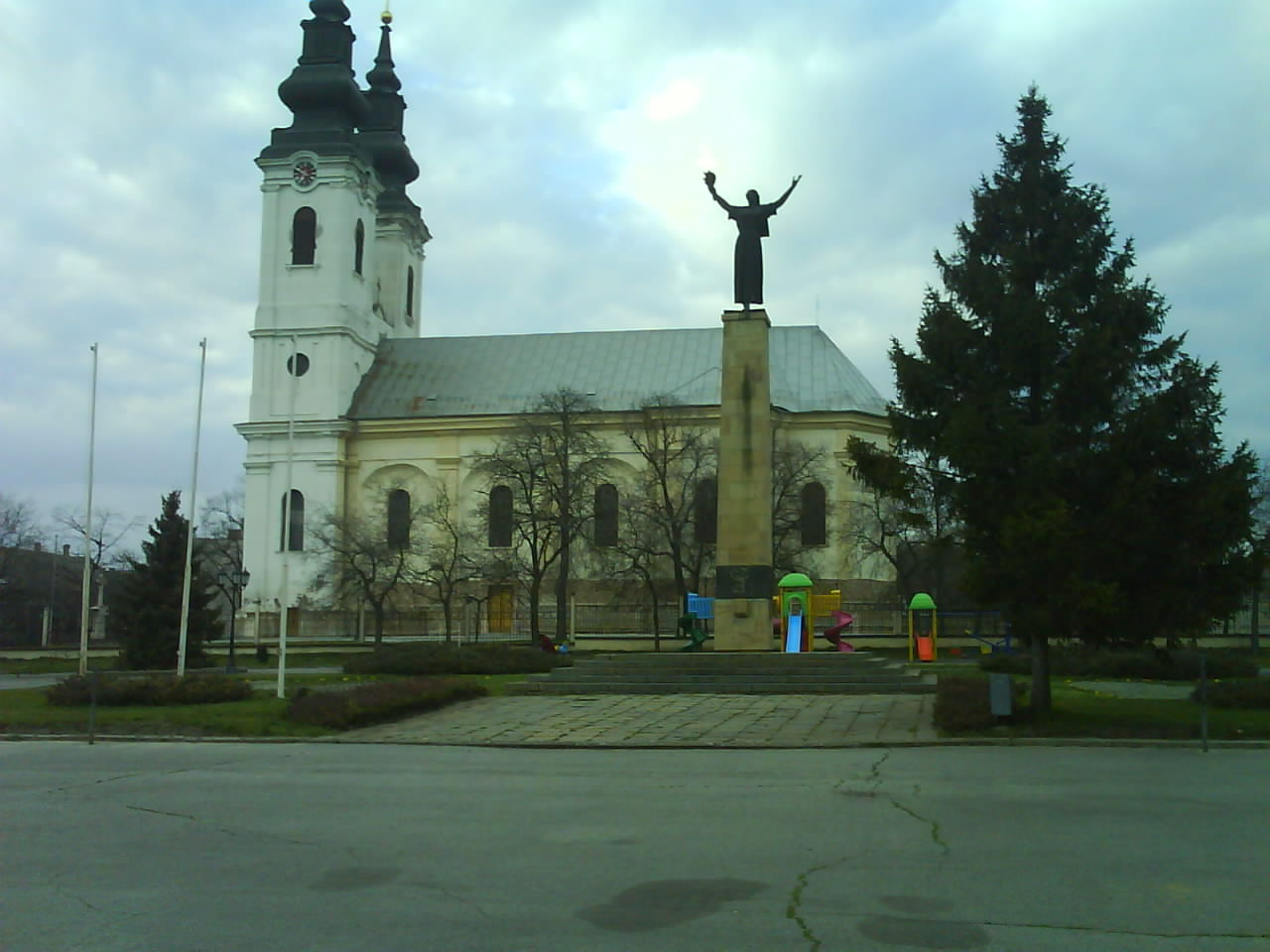
Центр города и православная церковь
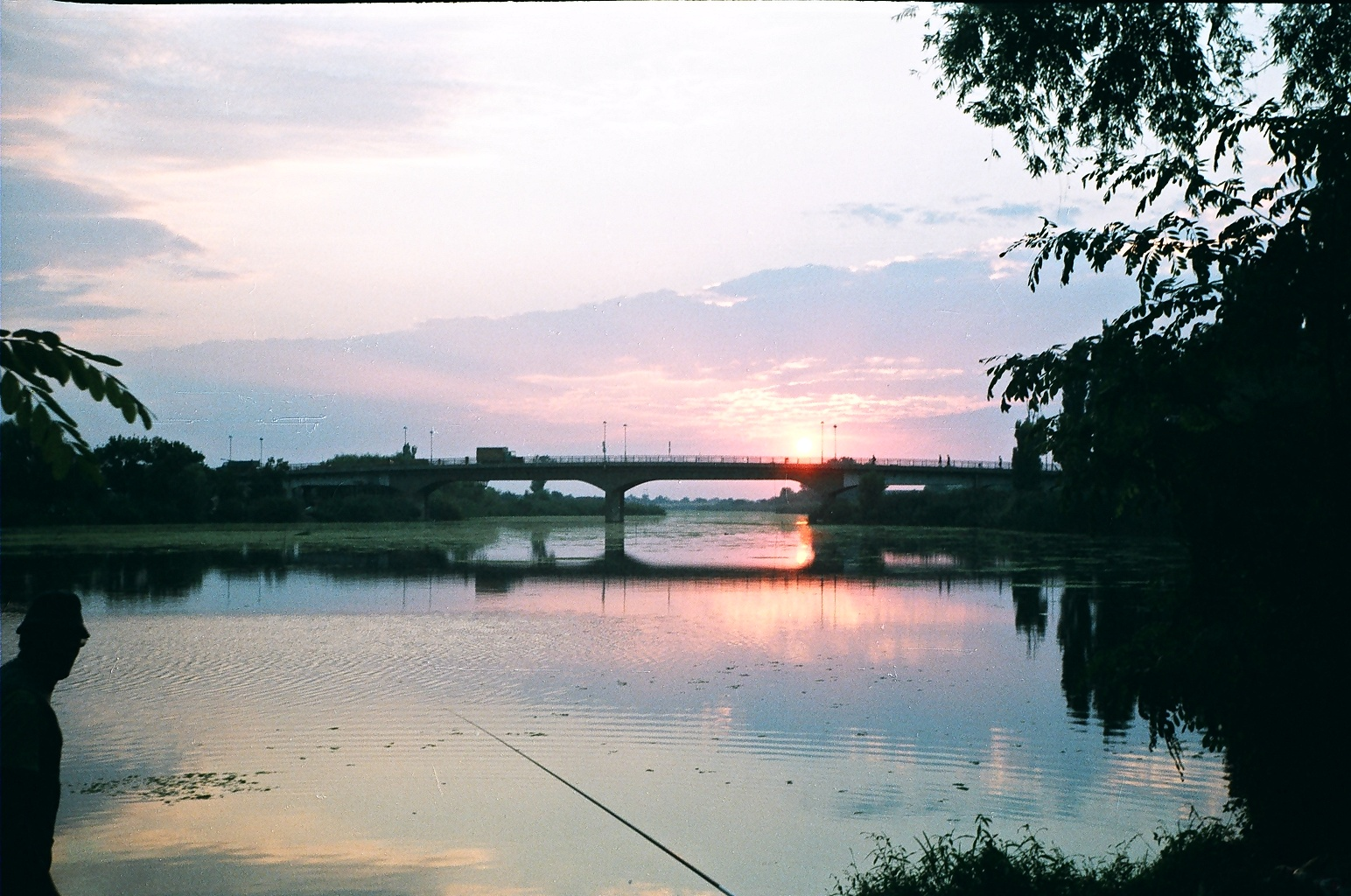
Мост на Большом Бачском канале